# Ebru Taşdemir
Ebru Taşdemir (geb. 1973) ist eine deutsche Journalistin.

## Leben
Taşdemir absolvierte ihr Studium in Publizistik und Turkologie an der Freien Universität Berlin. Sie arbeitete in dieser Zeit als Dolmetscherin und bereits als Journalistin. Sie betätigte sich als unabhängige Schriftstellerin für unterschiedliche Medienkanäle. Zwischen 2017 und 2019 fungierte sie als Redakteurin bei der Medienplattform taz.gazete. Im Zeitraum von 2019 bis 2022 übernahm sie die Position der leitenden Redakteurin im Berlin-Ressort der taz.
Bei der Wochenzeitung Der Freitag befasst sie sich mit einer Vielfalt an Themen bezüglich Feminismus, Gender, sozialer Teilhabe und Migration.
Sie ist gelegentlich im Radio zu hören. So arbeitete sie als junge Journalisting bei sfb4 multikulti. Heute verfasst sie Kolumnen für die Serie „100 Sekunden Leben“ im Inforadio des rbb.

## Wirken
Taşdemirs Buch Koffer Eltern: Zwischen Heimat und Arbeitsplatz (2013) beleuchtet die tiefgreifenden Folgen der Arbeitsmigration für türkisch-deutsche Familien, in denen Eltern und Kinder durch geografische Entfernungen getrennt leben und nur in den Ferien zusammenkommen, was eine dauerhafte Sehnsucht und das Gefühl, nirgends wirklich anzukommen, zur Folge hat. Das Buch bezieht sowohl die Perspektiven der Kinder als auch die der Eltern ein und zielt auf einen Dialog zwischen den Generationen.
Ihr gemeinsam mit Canset Icpinar verfasstes Buch Ein „türkischer“ Sommer in Berlin: Die Gezi-Bewegung und der Traum von Demokratie (2014) befasst sich mit den Gezi-Protesten in der Türkei und deren Auswirkungen auf die türkisch-deutsche Gemeinschaft in Berlin. Das Buch analysiert die politischen Entwicklungen in der Türkei, zeigen aber auch die künstlerische und humorvolle Seite des Protests, der eine starke Verbindung innerhalb der türkischen Diaspora in Deutschland schafft.
Sie ist in der Nominierungskommission „Info und Kultur“ des Grimme-Preises tätig. Sie engagiert sie sich bei den Neuen deutschen Medienmachern.